# Chionaspis ethelae
Chionaspis ethelae är en insektsart som beskrevs av Fuller 1897. Chionaspis ethelae ingår i släktet Chionaspis och familjen pansarsköldlöss. Inga underarter finns listade i Catalogue of Life.